# 4159 Фрімен
4159 Фрімен (4159 Freeman) — астероїд головного поясу, відкритий 5 квітня 1989 року.
Тіссеранів параметр щодо Юпітера — 3,388.